# Klaus Granzow

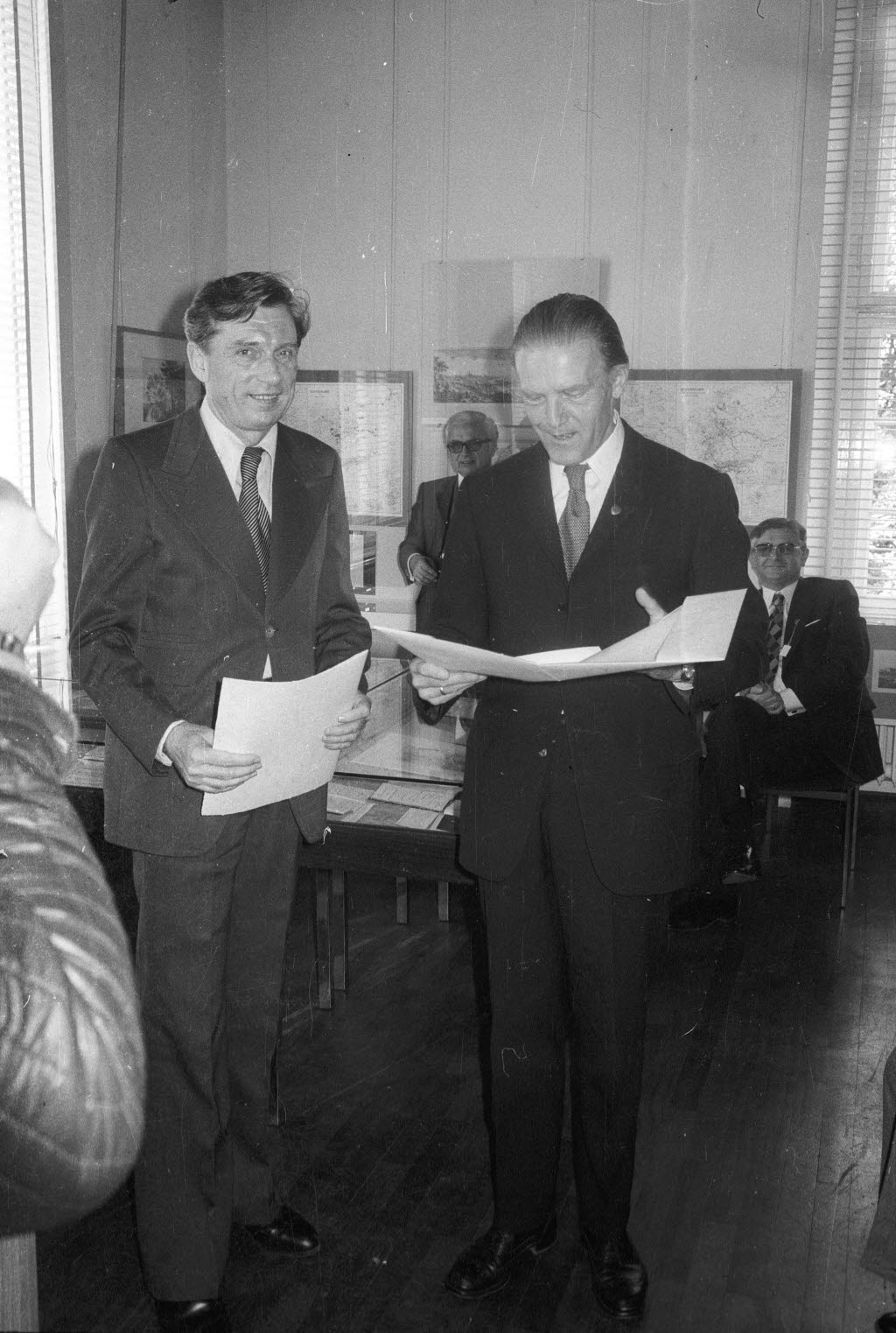
Verleihung des Pommerschen Kulturpreises 1976 an Klaus Granzow (links).

Klaus Granzow (* 10. September 1927 in Mützenow, Kreis Stolp; † 11. April 1986 in Hamburg) war ein Schauspieler, Schriftsteller und pommerscher Heimatdichter.

## Leben
Aufgewachsen ist Klaus Granzow im hinterpommerschen Dorf Mützenow. Nach dem Besuch des Gymnasiums in Stolp wurde er 1943 als Marinehelfer eingezogen. 1945 geriet er in sowjetische Gefangenschaft und musste auf einer Kolchose arbeiten. Er wurde 1947 aus seiner pommerschen Heimat vertrieben und fasste in Hamburg Fuß und begann 1951 mit dem Schauspielstudium.
Gleichzeitig wurde Granzow schriftstellerisch tätig, besonders im Bezug auf seine pommersche Heimat. 1964 erhielt er den Pommerschen Förderpreis für Kultur, dem 1976 der Pommersche Kulturpreis folgte.
Ein anderes Arbeitsfeld war der Rundfunk, hat er doch über 400 Sendungen geschrieben und gesprochen.
Lange Jahre wirkte Granzow als Schauspieler beim Theater '46/Kammerspielkreis Lübeck (Dir.: Walter Ruder, Ursula Ruder). 1964/65 spielte er zum ersten Male beim Ohnsorg-Theater in Hamburg und war seit 1980 fest engagiert. Auch in mehreren Fernsehfilmen war er zu sehen.
Ab 1968 war Granzow Redakteur der Wochenzeitung „Kirche in Hamburg“, und 1971 begann er seine großen Studienreisen nach Brasilien. Im gleichen Jahr erhielt er den ersten Preis im Hörspielwettbewerb des Ostdeutschen Kulturrates für die Erzählung „Deutsche Auswanderer heute“.

## Werke
Klaus Granzows schriftstellerische Tätigkeit war in besonderer Hinsicht seiner Heimat Pommern gewidmet. Unzählige Artikel mit Orts- und Lebensbeschreibungen erschienen in zahlreichen Blättern und Magazinen. Mit Vorliebe schrieb er und sprach er Hörfunksendungen im Ostpommerschen, welches zum Niederdeutschen gehört. Einer großen Lesergemeinde bekannt sind diese Werke:
- Der Schauspieler Gottes (1960 uraufgeführt in Lübeck)
- Berlin-Advent (1962)
- Tagebuch eines Hitlerjungen (1965)
- Pommern in 1440 Bildern, Eine dokumentarische Reise in die Vergangenheit
- Pommern in alten Ansichtskarten
- Erinnerung an Pommern
- Der Tanz auf dem Gardersee. Verlag Gerhard Rautenberg, Leer 1985, ISBN 3-7921-0246-3
- Pommersche Weihnachts- und Ostergeschichten:
  - Leise rieselt der Schnee und Wenn es Frühling wird
- Anekdoten:
  - Bei uns im Dorf und Der rote Husar und die Jungfrau
- Erzählungen aus Brasilien:
  - Grün ist das Tal am Rio Itajaí und Estrada Pommeranos
- Eines seiner letzten Werke ist:
  - Typisch Pommern (1982)

## Diskografie
- Klaus Granzow erzählt Dorfgeschichten aus Pommern (LP, Lanteern Nr. 30-2003)

## Auszeichnungen
- Pommerscher Förderpreis für Kultur 1964
- Erster Preis Hörspielwettbewerb des Ostdeutschen Kulturrates 1971
- Pommerscher Kulturpreis 1976